# César Simar

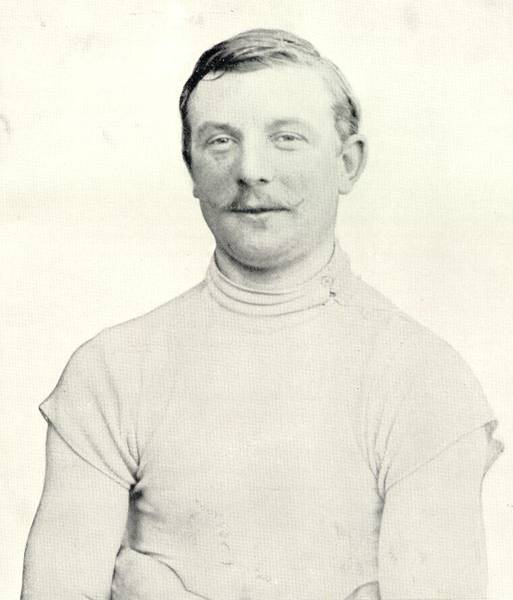
César Simar (1905)

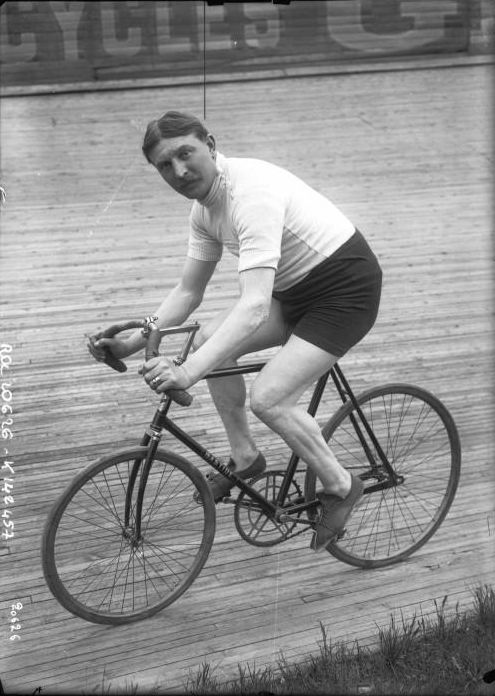
Simar (1912)

César Alfred Simar (* 29. Mai 1879 in Lille; † 23. Oktober 1934 in Meudon) war ein französischer Radrennfahrer.
Schon im Alter von 15 Jahren wurde César Simar Profi-Radrennfahrer; sein Entdecker war der spätere Steher-Weltmeister Constant Huret, für den er auch als Schrittmacher arbeitete. Er war auf den Radrennbahnen vieler Länder zuhause, fuhr oft auch in Deutschland, im Winter 1899/1900 startete er bei Rennen in Argentinien. Er nahm an den Olympischen Spielen 1900 teil und gewann das 25-Kilometer-Rennen der Profis, das allerdings offiziell nicht als „olympisch“ gewertet wird.
Der größte Erfolg in Simars Karriere war der Titel des Vize-Weltmeisters der Profi-Steher bei den UCI-Bahn-Weltmeisterschaften 1904 in London, hinter dem US-Amerikaner Robert Walthour. Er startete bei vier Sechstagerennen und wurde im Jahr 1900 Dritter des New Yorker Sechstagerennens, gemeinsam mit dem Schweizer Jean Gougoltz. Damit waren die beiden die ersten Europäer, die bei einem US-amerikanischen Sechstagerennen auf dem Podium standen. 1905 wurde Simar Dritter der französischen Steher-Meisterschaft. Zudem gewann er zahlreiche „Große Preise“, darunter z. B. 1905 den „Großen Preis vom Rhein“ in Köln.
In den 1930er Jahren wurde in Paris das Steherrennen um den Prix César Simar ausgetragen. 1936 war der Sieger André Raynaud, der wenige Wochen später Steher-Weltmeister wurde.